# Santa Barbara (Ceraso)
Santa Barbara is een plaats (frazione) in de Italiaanse gemeente Ceraso.